# U 34 (U-Boot, 1936)
U 34 war ein deutsches U-Boot vom Typ VII A, das im Zweiten Weltkrieg von der Kriegsmarine eingesetzt wurde.

## Geschichte
Der Auftrag für das Boot wurde am 25. März 1935 an die Germaniawerft in Kiel vergeben. Die Kiellegung erfolgte am 15. September 1935, der Stapellauf am 17. Juli 1936, die Indienststellung unter Kapitänleutnant Ernst Sobe am 12. September 1936.
Das Boot gehörte bis zum 31. Dezember 1939 als Einsatz- bzw. Frontboot zur U-Flottille „Saltzwedel“ in Wilhelmshaven. Es nahm an zwei geheimen Operationen im Spanischen Bürgerkrieg teil und versenkte unter Kapitänleutnant Harald Grosse am 12. Dezember 1936 das spanische U-Boot C-3. Von April 1937 bis Mai 1937 fuhr es Seeüberwachung vor den Azoren und von Oktober 1937 bis Dezember 1937 in spanischen und portugiesischen Gewässern.
Das Boot nahm vom April bis Mai 1939 mit U 37 an Tauch- und Geleitübungen im Atlantik zwischen Portugal und den Azoren teil.
Bei der Neugliederung der U-Flottillen kam das Boot am 1. Januar 1940 als Frontboot zur 2. U-Flottille in Wilhelmshaven. Nach mehreren Unternehmungen wurde das Boot am 1. Oktober 1940 als Schulboot zur 21. U-Flottille in Pillau und ab dem 2. November 1940 bis zu seiner Außerdienststellung am 8. September 1943 als Ausbildungsboot zur 24. U-Flottille in Memel kommandiert.
U 34 unternahm im Zweiten Weltkrieg sieben Feindfahrten, versenkte dabei 19 Schiffe mit einer Gesamttonnage von 91.989 BRT sowie drei Kriegsschiffe mit insgesamt 2.365 t und nahm zwei Schiffe als Prise (zusammen 5.710 BRT).

## Einsatzstatistik

### Erste Feindfahrt
Das Boot lief am 19. August 1939 um 8.00 Uhr von Wilhelmshaven aus und am 26. September 1939 um 9.00 Uhr wieder dort ein. Auf dieser 39 Tage dauernden und 4.840 sm langen Unternehmung im Nordatlantik, dem Ärmelkanal, der Biskaya und der Nordsee wurden zwei Schiffe mit 11.357 BRT versenkt und ein Schiff mit 2.534 BRT als Prise eingebracht.
- 7. September 1939: Versenkung des britischen Dampfers Pukkastan (5.809 BRT) (Lage) durch einen G7a-Torpedo. Er hatte Mais geladen und befand sich auf dem Weg von Kapstadt nach Rotterdam. Es gab keine Toten.
- 8. September 1939: Versenkung des britischen Tankers Kennebec (5.548 BRT) (Lage) durch einen G7a-Torpedo. Er hatte 7.000 t Heizöl geladen und befand sich auf dem Weg von Aruba nach Avonmouth. Es gab keine Toten.
- 24. September 1939: Kaperung des estnischen Dampfers Hanonia (2.534 BRT) Der Dampfer hatte Grubenholz geladen und befand sich auf dem Weg nach Grimsby. Er wurde durch ein Prisenkommando besetzt, nach Kiel eingebracht und von der Kriegsmarine zum Minenschiff umgerüstet und als solches eingesetzt.

### Zweite Feindfahrt
Das Boot lief am 17. Oktober 1939 um 13.00 Uhr von Wilhelmshaven aus und am 12. November 1939 um 10.00 Uhr wieder dort ein. Auf dieser 24 Tage dauernden und 4.100 sm langen Unternehmung im Nordatlantik und der Biskaya wurden 4 Schiffe mit 16.545 BRT versenkt und eine Prise mit 3.176 BRT eingebracht.
- 20. Oktober 1939: Versenkung des schwedischen Dampfers Gustaf Adolf (926 BRT) (Lage) durch Artillerie. Er hatte Zellulose geladen und befand sich auf dem Weg von Göteborg nach Bristol. Es gab keine Toten.
- 20. Oktober 1939: Versenkung des britischen Dampfers Sea Venture (2.327 BRT) (Lage) durch einen G7a-Torpedo. Er hatte 3.000 t Kohle geladen und befand sich auf dem Weg vom Tyne nach Tromsø. Es gab keine Toten, 25 Überlebende.
- 27. Oktober 1939: Versenkung des britischen Dampfers Bronte (5.317 BRT) (Lage) durch einen Torpedo. Er hatte Frachtgut und Chemikalien geladen und befand sich auf dem Weg von Liverpool über Halifax nach Rosario. Das Schiff gehörte zum Konvoi OB-25 mit 17 Schiffen.
- 29. Oktober 1939: Versenkung des britischen Dampfers Malabar (7.976 BRT) (Lage) durch zwei G7e-Torpedos. Er hatte Bauholz, Frachtgut und Tabak geladen und befand sich auf dem Weg von Philadelphia und Boston über Halifax (Nova Scotia) nach London und Avonmouth. Das Schiff gehörte zum Konvoi HX-5A mit 16 Schiffen.
- 9. November 1939: Kaperung des norwegischen Dampfers Snar (3.176 BRT).  Der Dampfer hatte Papierholz geladen und befand sich auf dem Weg nach Rouen. Er wurde durch ein Prisenkommando besetzt und nach Kiel eingebracht.

### Dritte Feindfahrt
Das Boot lief am 10. Januar 1940 um 9.00 Uhr von Wilhelmshaven aus und am 6. Februar 1940 um 17.00 Uhr wieder dort ein. Auf dieser 27 Tage dauernden und 4.460 sm langen Unternehmung in den Nordatlantik wurden acht Minen von den Scilly-Inseln bis Eddystone gelegt und zwei Schiffe mit 13.432 BRT versenkt.
- 28. Januar 1940: Versenkung des griechischen Dampfers Eleni Stathatos (5.625 BRT) durch einen Torpedo. Er fuhr in Ballast und war auf dem Weg von Newport in den Persischen Golf. Es gab zwölf Tote.
- 20. Januar 1940: Versenkung des britischen Tankers Caroni River (7.807 BRT) (Lage) durch einen Minentreffer. Er befand sich zum Testen seines Buggeschützes und von defensiven Abwehrmaßnahmen in der Falmouth-Bay. Es gab keine Toten, 54 Überlebende.

### Vierte Feindfahrt
Das Boot lief am 11. März 1940 um 14.20 Uhr von Wilhelmshaven aus und am 30. März 1940 um 12.00 Uhr wieder dort ein. Auf dieser 19 Tage dauernden und 2.804 sm langen Unternehmung zur Überwachung Ramnfjorden und Griphölen, wurden keine Schiffe versenkt oder beschädigt.

### Fünfte Feindfahrt
Das Boot lief am 3. April 1940 um 19.00 Uhr zum Unternehmen Weserübung von Wilhelmshaven aus und am 30. April 1940 um 14.00 Uhr wieder dort ein. Auf dieser 27 Tage dauernden und 3.950 sm langen Unternehmung vor Trondheim wurde ein Minenleger von 595 t versenkt.
- 13. April 1940: Versenkung des norwegischen Minenlegers Frøya (595 t) durch einen Torpedo.

### Sechste Feindfahrt
Das Boot lief am 22. Juni 1940 um 11.20 Uhr von Wilhelmshaven aus und am 18. Juli 1940 um 8.30 Uhr in Lorient ein. Auf dieser 26 Tage dauernden und 4.190 sm langen Unternehmung im Nordatlantik, dem Nordkanal und vor Kap Finisterre wurden sieben Schiffe mit 21.334 BRT und ein Zerstörer von 1.100 t versenkt.
- 5. Juli 1940: Versenkung des britischen Zerstörers HMS Whirlwind (1.100 t) (Lage) durch einen G7e-Torpedo. Es gab 57 Tote.
- 6. Juli 1940: Versenkung des estnischen Dampfers Vapper (4.543 BRT) (Lage) durch einen G7e- und einen G7a-Torpedo. Er hatte Kohle geladen und befand sich auf dem Weg von Cardiff nach Buenos Aires. Es gab einen Toten und 32 Überlebende.
- 7. Juli 1940: Versenkung des niederländischen Tankers Lucrecia (2.584 BRT) (Lage) durch einen G7e-Torpedo. Er hatte Gas und Öl geladen und befand sich auf dem Weg von Aruba nach Avonmouth. Es gab zwei Tote und 30 Überlebende.
- 9. Juli 1940: Versenkung des estnischen Dampfers Tiiu (1.865 BRT) (Lage) durch einen Torpedo. Er hatte Nahrungsmittel und Marinebedarf geladen und befand sich auf dem Weg Halifax nach Milford Haven. Es gab keine Toten, 20 Überlebende.
- 10. Juli 1940: Versenkung des finnischen Dampfer Petsamo (4.596 BRT) (Lage) durch einen Torpedo. Er hatte 7.300 t Mais geladen und befand sich auf dem Weg von Rosario nach Cork. Es gab vier Tote.
- 11. Juli 1940: Versenkung des norwegischen Dampfers Janna (2.197 BRT) (Lage) durch einen G7e-Torpedo. Er hatte Holzschliff geladen und befand sich auf dem Weg von St. John’s nach Falmouth. Das Schiff gehörte zum Konvoi HX-54. Es gab keine Toten, 25 Überlebende.
- 15. Juli 1940: Versenkung des griechischen Dampfers Evdoxia (2.018 BRT) durch einen Torpedo. Er hatte eine unbekannte Ladung an Bord und befand sich auf dem Weg von Sunderland nach Griechenland. Es gab einen Toten und 22 Überlebende.
- 15. Juli 1940: Versenkung des griechischen Dampfers Naftilos (3.531 BRT) (Lage) durch Artilleriefeuer. Er hatte 5.801 t Getreide geladen und befand sich auf dem Weg von San Nicolás de los Arroyos nach Dublin. Es gab keine Toten, 28 Überlebende.

### Siebente Feindfahrt
Das Boot lief am 23. Juli 1940 um 9.00 Uhr von Lorient aus und am 3. August 1940 um 20.00 Uhr in Wilhelmshaven ein. Auf dieser zwölf Tage dauernden und 2.604 sm langen Unternehmung in den Nordatlantik und der Nordsee wurden vier Schiffe mit 29.320 BRT und ein U-Boot von 670 t versenkt.
- 26. Juli 1940: Versenkung des britischen Motorschiffs Accra (9.337 BRT) (Lage) durch einen Torpedo. Es hatte 1.700 t Frachtgut und 323 Passagiere an Bord und befand sich auf dem Weg von Liverpool nach Freetown. Das Schiff gehörte zum Konvoi OB-188 mit 37 Schiffen. Zwölf Besatzungsmitglieder und zwölf Passagiere wurden getötet, und 154 Besatzungsmitglieder und 311 Passagiere wurden gerettet.
- 26. Juli 1940: Versenkung des britischen Dampfers Vinemoor (4.359 BRT) (Lage) durch einen Torpedo. Er fuhr in Ballast und war auf dem Weg von Manchester nach Nauru. Das Schiff gehörte zum Konvoi OB-188. Es gab keine Toten, 32 Überlebende.
- 27. Juli 1940: Versenkung des britischen Dampfer Sambre (5.260 BRT) (Lage) durch einen Torpedo. Er hatte 1.500 t Frachtgut geladen und befand sich auf dem Weg von Manchester nach Philadelphia. Das Schiff gehörte zum Konvoi OB-188. Es gab keine Toten, 48 Überlebende.
- 27. Juli 1940: Versenkung des britischen Tankers Thiara (10.364 BRT) (Lage) durch einen G7e-Torpedo. Er fuhr in Ballast und hatte vier Passagiere an Bord. Er war auf dem Weg von Falmouth und Milford Haven nach Curaçao. Das Schiff gehörte zum Konvoi OB-188. Es gab 25 Tote und 32 Überlebende unter der Besatzung; auch die vier Passagiere überlebten.
- 1. August 1940: Versenkung des britischen U-Boots Spearfish (670 t) (Lage) durch einen Torpedo. Es gab nur einen Überlebenden.

## Verbleib
Am 5. August 1943 sank U 34 in der Nähe der Memelmündung nach einer Kollision mit dem U-Boot-Begleitschiff Lech auf der Position 55° 42′ N, 21° 6′ O. Vier Besatzungsmitglieder kamen dabei zu Tode. Es wurde am 24. August 1943 gehoben und in die Lindenau Werft in Memel geschleppt. Dort wurde das Boot am 8. September 1943 außer Dienst gestellt. U 34 sollte anschließend nach Westen geschleppt werden, doch sank es auf dem Weg dorthin vor Warnemünde auf Position 54°20,5' Nord – 12°04,5' Ost. Es wurde im April 1953 von der DDR gehoben und bei der Volkswerft in Stralsund abgebrochen und verschrottet.